# Ukrzyżowanie (fresk Giotta)
Ukrzyżowanie – fresk autorstwa Giotto di Bondone namalowany ok. 1305 roku dla kaplicy Scrovegnich w Padwie.
Jeden z 40 fresków namalowanych przez Giotta w kaplicy Scrovegnich należący do cyklu scen przedstawiających życie Joachima i Anny, rodziców Marii oraz Chrystusa.

Temat ukrzyżowania Chrystusa zaczerpnięty z Nowego Testamentu był kolejnym po motywie zdjęcia z krzyża i piety najczęściej przedstawianym epizodem z życia i męczeńskiej śmierci Chrystusa. Scena na fresku ujmuje temat w tradycyjny sposób. W osi fresku znajduje się krzyż z Chrystusem. Po lewej stronie zgromadzone są pobożne kobiety a wśród nich Maria w błękitnej szacie. U dołu krzyża klęczy Maria Magdalena całująca stopy Chrystusa. Po prawej stronie, na pierwszym planie, znajdują się trzej żołnierze. Trzymają oni szatę Jezusa. Epizod dotyczy wydarzenia opisanego w Ewangelii Jana: 

Żołnierze zaś, gdy ukrzyżowali Jezusa, wzięli Jego szaty i podzielili na cztery części, dla każdego żołnierza po części; wzięli także tunikę. Tunika zaś nie była szyta, ale cała tkana od góry do dołu. Mówili więc między sobą: "Nie rozdzierajmy jej, ale rzućmy o nią losy, do kogo ma należeć" (J19 23-24)

 Szata jak i strój żołnierzy jest bogato haftowana i przetykana złotą nicią. Za nimi stoją dwaj członkowie Sanhedrynum w tym Józef z Arymatei, właściciel grobu do którego zostanie złożony Chrystus. Pod krzyżem znajduje się otwór, w którym widoczna jest czaszka i piszczel, tradycyjnie odnosząca się do grzechu pierworodnego Adama i odkupienia.
Cała scena rozgrywa się na tle niebieskiego nieba, na którym kłębią się małe aniołki. Zostały przedstawione w znacznym skrócie perspektywicznym co nadaje wrażenie zawieszenia ich w locie. Ich mimika i gesty sprowadzają się do rozpaczy nad śmiercią Zbawiciela. Te same aniołki ukazane zostały w kolejnym z serii fresku Opłakiwanie Chrystusa. Wszystkie postacie i detale zostały przedstawione z dużą dbałością o szczegóły, w czym można doszukiwać się geniuszu Giotta. Przezroczysta przepaska okrywająca Chrystusa może być tego dowodem.